# Ales
Pour les articles homonymes, voir Alès (homonymie).
Ales est une petite commune italienne de la province d'Oristano, en Sardaigne.

## Administration
| Période                                  | Période  | Identité       | Étiquette | Qualité |
| ---------------------------------------- | -------- | -------------- | --------- | ------- |
| 27 mai 2003                              | En cours | Emanuele Trudu |           |         |
| Les données manquantes sont à compléter. |          |                |           |         |

### Hameaux
Zeppara, où il y a le Musée du jouet traditionnel de Sardaigne (Museo del Giocattolo Tradizionale della Sardegna).

### Communes limitrophes
Albagiara, Curcuris, Gonnosnò, Marrubiu, Morgongiori, Palmas Arborea, Pau, Santa Giusta, Usellus, Villa Verde.

### Évolution démographique
Habitants recensés

## Personnalités
- Antonio Gramsci (1891-1937), écrivain et théoricien politique ;
- Fernando Atzori (1942-2020), boxeur, champion olympique en 1964.